# Offener Kanal Weinstraße
Koordinaten: 49° 46′ 17,4″ N, 6° 39′ 52,2″ O
Der Offene Kanal Weinstraße, kurz OK Weinstraße, ist ein deutscher regionaler Fernsehsender. Er ist ein Zusammenschluss der Offenen Kanäle (OK) Neustadt, Landau und Haßloch. Die drei OK-Studios betreiben im Rahmen einer Sendekooperation seit Mai 2012 den gemeinsamen Sender OK Weinstraße. Das gemeinsame Verbreitungsgebiet erstreckt sich entlang der Weinstraße und in der Region von Grünstadt bis Wörth am Rhein sowie von Ramberg bis Böhl-Iggelheim.
Der Zusammenschluss bezieht sich ausschließlich auf die Sendeplattform, die drei Trägervereine (Offener Kanal Neustadt/Weinstraße, Offener Kanal Haßloch/Böhl-Iggelheim und Offener Kanal Landau) bleiben weiterhin selbständig, wobei sie ein gemeinsames Sendeprogramm aus den Beiträgen der Bewohner des neuen Sendegebiets gestalten und unter der gemeinsamen Marke Offener Kanal Weinstraße auftreten.
Hintergrund für den Zusammenschluss ist die Digitalisierung der Kabelnetze durch Kabel Deutschland, wobei in Rheinland-Pfalz kleinere Teilnetze zu neuen und größeren Kabel-Netzen zusammengefasst wurden, wovon das Weinstraßen-Netz eines ist.